# De zingende aap
De zingende aap is het tweede stripverhaal van Jommeke. De reeks werd getekend door striptekenaar Jef Nys.

## Personages
- Jommeke
- Flip
- Theofiel
- Marie
- Filiberke
- Pekkie
- Annemieke
- Rozemieke
- Zebo (circusartiest)
- circusdirecteur (naamloos)

## Verhaal
Het album start met de introductie van enkele vaste personages uit de reeks, allemaal vrienden van Jommeke. We maken kennis met zijn vriend Filiberke die pas een nieuwe hond gekregen heeft van zijn oom. Het is een pikzwarte poedel die de naam Pekkie krijgt. Filiberke zelf is een jongen met zwart haar die lispelt. Kort daarna krijgt Jommeke van zijn 'nonkel pater' uit de Congo een papegaai toegestuurd. Die heet officieel Filipus, maar krijgt de naam Flip mee. Het is een vlot kwebbelende papegaai die nogal eens onbehouwen uit de hoek kan komen. Kort daarna maken we ook kennis met de blonde eeneiige tweeling Annemieke en Rozemieke, kortweg de Miekes genoemd. De Miekes lijken perfect op elkaar.
Na de introductie van de nieuwe personages start het feitelijke verhaal met een bezoek van de kinderen aan circus Teen. In dat circus zoekt Zebo, de dwerg naar een nieuwe act in opdracht van de circusdirecteur. Bij het zien van Jommekes vreemdsoortig geknipte haar krijgt hij het idee Jommekes haar te laten groeien tot op de grond en hem dan op te voeren als zingende aap. Jommeke wordt gevangengenomen en door veelvuldig gebruik van haargroeimiddel tot de zingende aap omgevormd. Ondertussen zijn Flip, Jommekes ouders en vrienden op zoek naar de verdwenen Jommeke.
Jommekes optreden in het circus wordt een succes. Hij brengt er tal van oude Vlaamse liedjes. Ook Jommekes ouders komen naar de opvoering kijken. Hoewel Theofiel aan Jommekes haren mag trekken, herkennen ze elkaar niet. Flip slaagt er na een tijdje in om Jommeke terug te vinden, maar wordt ook gevangengenomen. Na een beurt met het haargroeimiddel wordt hij omgetoverd tot de 'zingende spookvogel'. Na een optreden slaagt Flip erin om te ontsnappen nadat Jommeke hem pluimt. Flip slaagt erin de vrienden van Jommeke te verwittigen en samen kunnen ze Jommeke uit de woonwagen van Zebo verlossen. Marie knipt het haar van Jommeke af, maar per ongeluk knipt ze hem helemaal kaal. Het haar van Jommeke wordt door alle personages gebruikt om hun hoofdkussens op te vullen, waarna het verhaal afgesloten wordt met de zalig uitrustende personages.

## Achtergronden bij het verhaal
- In dit album worden de belangrijkste personages na Jommeke voorgesteld: Flip, Filiberke met zijn hond Pekkie en de tweeling Annemieke en Rozemieke.
- In een heruitgave en geactualiseerde versie van "De zingende aap" wordt de herkomst van Flip veranderd. Zo had iedereen in de jaren 1950 nog een 'nonkel pater' in Belgisch-Congo, maar in de jaren 1990 niet meer. Flip is in de heruitgave een cadeau van de zoon van gravin Groenvijver uit het vorige album De jacht op een voetbal. Dit klopt ook met de heruitgave van het vorige album waarin Flip opdook als papegaai van de zoon van de gravin.
- Oorspronkelijk had dit album het nummer 3.